# エドワード・リー (第3代リー男爵)
第3代リー男爵エドワード・リー（英語: Edward Leigh, 3rd Baron Leigh、1684年1月13日 – 1738年3月9日）は、イングランド貴族。トーリー党所属。

## 生涯
第2代リー男爵トマス・リーと2人目の妻の次男（長男トマスは1682年3月10日に洗礼を受けたが、後に夭折した）として、1684年1月13日に生まれ、2月3日にストーンリーで洗礼を受けた。1702年5月18日、オックスフォード大学ベリオール・カレッジに入学した。
1710年11月12日に父が死去すると、リー男爵の爵位を継承、1711年3月13日に貴族院にはじめて登院した。しかし、貴族院に数日間登院した後、21日に初代ロチェスター伯爵ローレンス・ハイドを代理投票人に登録して、イタリアに渡ったとされる（同年末に帰国した）。ウィリアム・ブロムリーはリー男爵が貴族院での味方になると期待したが、リー男爵は政治に関わらず、救貧とストーンリーでの領地の管理に着力したため、ブロムリーは代理投票人登録の白紙委任を得ただけであり、以降もほとんど登院しなかった。
1723年5月6日に登院した以降は全く登院しなくなり、1727年のジョージ2世戴冠式も健康を理由に出席を辞退した。
1738年3月9日にストーンリーで死去、同地で埋葬された。息子トマスが爵位を継承した。

## 家族と私生活
1705年9月11日、ストーンリーでメアリー・ホルベック（Mary Holbech、1743年9月6日没、トマス・ホルベックの娘）と結婚、2男3女もうけた。
- エドワード（1708年頃 – 1737年8月2日）
- トマス（1713年 – 1749年） - 第4代リー男爵、子供あり
- メアリー - 生涯未婚
- エレノア - 生涯未婚
- アン - 生涯未婚

1714年より自領のストーンリー・アビーの再建に集中し、再建は1726年に完成した。